# КК Црвена звезда сезона 2022/23.
Сезона 2022/23. КК Црвена звезда обухвата све резултате и остале информације везане за наступ Црвене звезде у сезони 2022/23. и то у следећим такмичењима: Евролига, Јадранска лига, Суперлига Србије и Куп Радивоја Кораћа. У овој сезони Црвена звезда је сакупила 51 победа и 23 пораза.

## Промене тренера
Осмог јула 2022. за тренера је постављен Владимир Јовановић, који је тада с клубом потписао трогодишњи уговор. За његове помоћнике именовани су Марко Симоновић, Бранко Јоровић и Миодраг Динић. Јовановић је Звезду водио на 12 утакмица и забележио је скор од 5 победа и 7 пораза (4:1 у Јадранској лиги и 1:6 у Евролиги). До споразумног раскида сарадње између њега и клуба дошло је 13. новембра 2022. године.
Већ наредног дана екипу је преузео Душко Ивановић, који је са Звездом потписао двогодишњи уговор. Убрзо је дошло до завршетка сарадње са дотадашњим помоћним тренерима, а нови члан стручног штаба је постао Карлес Марко.

## Промене у саставу

### Дошли
| Датум               | Играч             | Претходни клуб                  | Напомене               |
| ------------------- | ----------------- | ------------------------------- | ---------------------- |
| 7. јул 2022.        | Немања Недовић    | Панатинаикос ОПАП               | трогодишњи уговор      |
| 9. јул 2022.        | Хасан Мартин      | Олимпијакос                     | двогодишњи уговор      |
| 12. јул 2022.       | Џон Холанд        | Фрути екстра Бурсаспор          | једногодишњи уговор    |
| 14. јул 2022.       | Далибор Илић      | Игокеа                          | четворогодишњи уговор  |
| 19. јул 2022.       | Филип Петрушев    | Анадолу Ефес                    | једногодишњи уговор    |
| 20. јул 2022.       | Бен Бентил        | Армани ексчејнџ Олимпија Милано | једногодишњи уговор    |
| 29. јул 2022.       | Џејлен Адамс      | Сиднеј кингси                   | једногодишњи уговор    |
| 28. септембар 2022. | Мирослав Радуљица | Гуонг орионси                   | двогодишњи уговор      |
| 13. октобар 2022.   | Лука Вилдоза      | Милвоки бакси                   | двогодишњи уговор      |
| 19. децембар 2022.  | Факундо Кампазо   | Далас маверикси                 | једноипогодишњи уговор |

### Продужени уговори
| Датум         | Играч        | Напомене                      |
| ------------- | ------------ | ----------------------------- |
| 13. јул 2022. | Бранко Лазић | уговор продужен до лета 2024. |

### Отишли
| Слободни играчи на крају сезоне 2021/22.     |                 |                   |                                                               |
| —                                            | Мајк Цирбес     | —                 | —                                                             |
| —                                            | Марко Симоновић | —                 | завршио играчку каријеру, прешао на позицију помоћног тренера |
| 26. јун 2022.                                | Дејан Давидовац | ЦСКА Москва       | —                                                             |
| 27. јун 2022.                                | Остин Холинс    | Макаби Платика    | —                                                             |
| 15. јул 2022.                                | Нејт Волтерс    | Панатинаикос ОПАП | —                                                             |
| Одласци играча под уговором (продати играчи) |                 |                   |                                                               |
| 12. јул 2022.                                | Никола Калинић  | Барселона         | обештећење: 100.000 евра                                      |
| Раскинути уговори                            |                 |                   |                                                               |
| 6. септембар 2022.                           | Арон Вајт       | Будућност ВОЛИ    | споразумно раскинут уговор                                    |
| 2. новембар 2022.                            | Џејлен Адамс    | —                 | споразумно раскинут уговор                                    |
| 6. јануар 2023.                              | Никола Топић    | ОКК Београд       | —                                                             |

## Састав тима
| Број | Име и презиме     | Позиција               | Датум рођења       | Дошао | Претходни клуб                  | Напомене |
| ---- | ----------------- | ---------------------- | ------------------ | ----- | ------------------------------- | -------- |
| 0    | Џон Холанд        | бек / крило            | 6. новембар 1988.  | 2022. | Фрути екстра Бурсаспор          |          |
| 1    | Лука Вилдоза      | плејмејкер / бек       | 11. август 1995.   | 2022. | Милвоки бакси                   |          |
| 2    | Стефан Лазаревић  | бек / крило            | 20. август 1996.   | 2021. | ФМП                             |          |
| 7    | Факундо Кампазо   | плејмејкер             | 23. март 1991.     | 2022. | Далас маверикси                 |          |
| 9    | Лука Митровић     | крилни центар / центар | 21. март 1993.     | 2021. | Будућност ВОЛИ                  |          |
| 10   | Бранко Лазић      | бек / крило            | 12. јануар 1989.   | 2011. | ФМП                             | капитен  |
| 12   | Хасан Мартин      | крилни центар / центар | 12. новембар 1995. | 2022. | Олимпијакос                     |          |
| 13   | Огњен Добрић      | бек / крило            | 27. октобар 1994.  | 2016. | ФМП                             |          |
| 15   | Мирослав Радуљица | центар                 | 5. јануар 1988.    | 2022. | Гуонг орионси                   |          |
| 20   | Никола Ивановић   | плејмејкер             | 19. фебруар 1994.  | 2021. | Будућност ВОЛИ                  | повређен |
| 22   | Далибор Илић      | крило / крилни центар  | 4. март 2000.      | 2022. | Игокеа                          |          |
| 26   | Немања Недовић    | плејмејкер / бек       | 16. јун 1991.      | 2022. | Панатинаикос ОПАП               |          |
| 27   | Стефан Марковић   | плејмејкер             | 25. април 1988.    | 2021. | Виртус Болоња                   |          |
| 32   | Огњен Кузмић      | центар                 | 16. мај 1990.      | 2019. | ФМП                             |          |
| 33   | Филип Петрушев    | крилни центар / центар | 15. април 2000.    | 2022. | Анадолу Ефес                    |          |
| 50   | Бен Бентил        | крилни центар          | 29. март 1995.     | 2022. | Армани ексчејнџ Олимпија Милано |          |

### План позиција
| Поз. | Прва петорка   | Прве замене     | Друге замене     | Резерве           |
| ---- | -------------- | --------------- | ---------------- | ----------------- |
| Ц    | Хасан Мартин   | Лука Митровић   | Огњен Кузмић     | Мирослав Радуљица |
| КЦ   | Бен Бентил     | Филип Петрушев  | Далибор Илић     |                   |
| К    | Џон Холанд     | Бранко Лазић    |                  |                   |
| Б    | Немања Недовић | Огњен Добрић    | Стефан Лазаревић |                   |
| П    | Лука Вилдоза   | Факундо Кампазо | Стефан Марковић  | Никола Ивановић   |

## Евролига

### Први део такмичења
|     | Тим                        | Игр. | Поб. | Изг. | П+   | П-   | П+/- | Бод |
| --- | -------------------------- | ---- | ---- | ---- | ---- | ---- | ---- | --- |
| 1.  | Олимпијакос                | 34   | 24   | 10   | 2857 | 2578 | +279 | 58  |
| 2.  | Барселона                  | 34   | 23   | 11   | 2723 | 2580 | +143 | 57  |
| 3.  | Реал Мадрид                | 34   | 23   | 11   | 2877 | 2666 | +211 | 57  |
| 4.  | Монако                     | 34   | 21   | 13   | 2802 | 2749 | +53  | 55  |
| 5.  | Макаби Платика             | 34   | 20   | 14   | 2827 | 2743 | +84  | 54  |
| 6.  | Партизан Моцарт бет        | 34   | 20   | 14   | 2877 | 2781 | +96  | 54  |
| 7.  | Жалгирис                   | 34   | 19   | 15   | 2591 | 2626 | -35  | 53  |
| 8.  | Фенербахче Беко            | 34   | 19   | 15   | 2823 | 2745 | +78  | 53  |
| 9.  | Казу Басконија             | 34   | 18   | 16   | 2919 | 2836 | +83  | 52  |
| 10. | Црвена звезда Меридијанбет | 34   | 17   | 17   | 2591 | 2613 | -22  | 51  |
| 11. | Анадолу Ефес               | 34   | 17   | 17   | 2800 | 2736 | +64  | 51  |
| 12. | ЕА7 Олимпија Милано        | 34   | 15   | 19   | 2534 | 2611 | -77  | 49  |
| 13. | Валенсија                  | 34   | 15   | 19   | 2756 | 2891 | -135 | 49  |
| 14. | Виртус Сегафредо Болоња    | 34   | 14   | 20   | 2644 | 2801 | -157 | 48  |
| 15. | Бајерн Минхен              | 34   | 11   | 23   | 2605 | 2739 | -134 | 45  |
| 16. | АЛБА Берлин                | 34   | 11   | 23   | 2704 | 2851 | -147 | 45  |
| 17. | Панатинаикос               | 34   | 11   | 23   | 2649 | 2773 | -124 | 45  |
| 18. | Асвел                      | 34   | 8    | 26   | 2527 | 2787 | -260 | 42  |

- НАПОМЕНА: Поени постигнути у продужецима нису урачунати у табели, а не користе се ни за одређивање предности у случају да су тимови изједначени.

Легенда:
| 7. 10. 2022. 19:30 Извештај |                                                                              | Анадолу Ефес | 72 : 59                                                    | Црвена звезда МТС | Синан Ердем Дом, Истанбул Гледаоци: 14.721 Судије: Бењамин Хименез, Томаш Травицки, Артурас Сукис |  |
| 7. 10. 2022. 19:30 Извештај | Четвртине: 17:14, 18:20, 21:16, 16:9                                         |              |                                                            |                   | Синан Ердем Дом, Истанбул Гледаоци: 14.721 Судије: Бењамин Хименез, Томаш Травицки, Артурас Сукис |  |
| 7. 10. 2022. 19:30 Извештај | Поени: Клајберн 19 Скокови: Жижић 5 Асистенције: Мицић 6 Индекс: Клајберн 19 |              | Бентил 13 Лазић, Петрушев 6 Ивановић, Митровић 5 Бентил 15 |                   | Синан Ердем Дом, Истанбул Гледаоци: 14.721 Судије: Бењамин Хименез, Томаш Травицки, Артурас Сукис |  |

| 13. 10. 2022. 19:00 Извештај |                                                                                          | Црвена звезда МТС | 75 : 77                                                 | Панатинаикос | Хала Пионир, Београд Гледаоци: 7.293 Судије: Мигел Анхел Перез, Микеле Роси, Јургис Лауринавичијус |  |
| 13. 10. 2022. 19:00 Извештај | Четвртине: 24:18, 14:24, 18:15, 19:20                                                    |                   |                                                         |              | Хала Пионир, Београд Гледаоци: 7.293 Судије: Мигел Анхел Перез, Микеле Роси, Јургис Лауринавичијус |  |
| 13. 10. 2022. 19:00 Извештај | Поени: Бентил 18 Скокови: Бентил, Митровић 6 Асистенције: три играча 3 Индекс: Бентил 17 |                   | Григонис 17 Папајанис 7 Григонис, Поњитка 3 Григонис 21 |              | Хала Пионир, Београд Гледаоци: 7.293 Судије: Мигел Анхел Перез, Микеле Роси, Јургис Лауринавичијус |  |

| 19. 10. 2022. 20:30 Извештај |                                                                                  | Казу Басконија | 92 : 75                                              | Црвена звезда МТС | Фернандо Буеса арена, Виторија Гледаоци: 6.081 Судије: Олегс Латишевс, Мехди Дифала, Раин Перанди |  |
| 19. 10. 2022. 20:30 Извештај | Четвртине: 23:24, 19:23, 17:10, 33:18                                            |                |                                                      |                   | Фернандо Буеса арена, Виторија Гледаоци: 6.081 Судије: Олегс Латишевс, Мехди Дифала, Раин Перанди |  |
| 19. 10. 2022. 20:30 Извештај | Поени: Хауард 30 Скокови: Гиједрајтис 6 Асистенције: Томпсон 4 Индекс: Хауард 32 |                | Митровић 17 Митровић 8 Адамс, Марковић 5 Митровић 27 |                   | Фернандо Буеса арена, Виторија Гледаоци: 6.081 Судије: Олегс Латишевс, Мехди Дифала, Раин Перанди |  |

| 21. 10. 2022. 20:45 Извештај |                                                                      | Реал Мадрид | 72 : 56                                          | Црвена звезда МТС | Визинк центар, Мадрид Гледаоци: 7.561 Судије: Саша Пукл, Ане Пантер, Роберт Виклицки |  |
| 21. 10. 2022. 20:45 Извештај | Четвртине: 25:10, 14:20, 15:14, 18:12                                |             |                                                  |                   | Визинк центар, Мадрид Гледаоци: 7.561 Судије: Саша Пукл, Ане Пантер, Роберт Виклицки |  |
| 21. 10. 2022. 20:45 Извештај | Поени: Муса 13 Скокови: Дек 9 Асистенције: Родригез 8 Индекс: Дек 23 |             | Бентил 17 Бентил, Петрушев 5 Вилдоза 4 Бентил 19 |                   | Визинк центар, Мадрид Гледаоци: 7.561 Судије: Саша Пукл, Ане Пантер, Роберт Виклицки |  |

| 28. 10. 2022. 19:00 Извештај |                                                                               | Црвена звезда МТС | 78 : 72                                          | Бајерн Минхен | Хала Пионир, Београд Гледаоци: 7.343 Судије: Сретен Радовић, Гитис Вилијус, Аре Халико |  |
| 28. 10. 2022. 19:00 Извештај | Четвртине: 28:17, 16:26, 21:14, 13:15                                         |                   |                                                  |               | Хала Пионир, Београд Гледаоци: 7.343 Судије: Сретен Радовић, Гитис Вилијус, Аре Халико |  |
| 28. 10. 2022. 19:00 Извештај | Поени: Вилдоза 20 Скокови: Бентил 13 Асистенције: Вилдоза 6 Индекс: Бентил 22 |                   | Винстон 18 Вајлер Баб 10 три играча 2 Винстон 20 |               | Хала Пионир, Београд Гледаоци: 7.343 Судије: Сретен Радовић, Гитис Вилијус, Аре Халико |  |

| 4. 11. 2022. 21:00 Извештај |                                                                           | Монако | 85 : 77                                                 | Црвена звезда МТС | Хала Гастон Медесин, Фонвјеј Гледаоци: 4.521 Судије: Карлос Перуга, Микеле Роси, Јакуб Замојски |  |
| 4. 11. 2022. 21:00 Извештај | Четвртине: 17:19, 21:12, 21:22, 26:24                                     |        |                                                         |                   | Хала Гастон Медесин, Фонвјеј Гледаоци: 4.521 Судије: Карлос Перуга, Микеле Роси, Јакуб Замојски |  |
| 4. 11. 2022. 21:00 Извештај | Поени: Џејмс 21 Скокови: Хол 7 Асистенције: Лојд, Окобо 3 Индекс: Лојд 22 |        | Петрушев 16 Петрушев 12 Вилдоза, Петрушев 4 Петрушев 27 |                   | Хала Гастон Медесин, Фонвјеј Гледаоци: 4.521 Судије: Карлос Перуга, Микеле Роси, Јакуб Замојски |  |

| 10. 11. 2022. 18:00 Извештај |                                                                           | Фенербахче Беко | 93 : 79                                  | Црвена звезда МТС | Спортска арена Улкер, Истанбул Гледаоци: 9.384 Судије: Мигел Анхел Перез, Леандро Лескано, Уже Тепеније |  |
| 10. 11. 2022. 18:00 Извештај | Четвртине: 24:23, 18:18, 24:16, 27:22                                     |                 |                                          |                   | Спортска арена Улкер, Истанбул Гледаоци: 9.384 Судије: Мигел Анхел Перез, Леандро Лескано, Уже Тепеније |  |
| 10. 11. 2022. 18:00 Извештај | Поени: Мотли 25 Скокови: Мотли 10 Асистенције: Калатес 6 Индекс: Мотли 33 |                 | Недовић 17 Кузмић 6 Недовић 4 Недовић 20 |                   | Спортска арена Улкер, Истанбул Гледаоци: 9.384 Судије: Мигел Анхел Перез, Леандро Лескано, Уже Тепеније |  |

| 17. 11. 2022. 19:00 Извештај |                                                                                            | Црвена звезда МТС | 71 : 67                               | Асвел | Хала Пионир, Београд Гледаоци: 6.987 Судије: Хуан Карлос Гарсија, Марћин Ковалски, Василики Царуча |  |
| 17. 11. 2022. 19:00 Извештај | Четвртине: 17:14, 21:9, 16:30, 17:14                                                       |                   |                                       |       | Хала Пионир, Београд Гледаоци: 6.987 Судије: Хуан Карлос Гарсија, Марћин Ковалски, Василики Царуча |  |
| 17. 11. 2022. 19:00 Извештај | Поени: Ивановић 16 Скокови: Митровић 8 Асистенције: Бентил, Ивановић 3 Индекс: Ивановић 22 |                   | Лајти 16 три играча 5 Дио 4 Кахуди 15 |       | Хала Пионир, Београд Гледаоци: 6.987 Судије: Хуан Карлос Гарсија, Марћин Ковалски, Василики Царуча |  |

| 22. 11. 2022. 20:00 Извештај |                                                                           | АЛБА Берлин | 84 : 88                                    | Црвена звезда МТС | Мерцедес-Бенц арена, Берлин Гледаоци: 7.117 Судије: Сретен Радовић, Емилио Перез, Томаш Травицки |  |
| 22. 11. 2022. 20:00 Извештај | Четвртине: 19:20, 21:17, 17:18, 18:20, 9:13                               |             |                                            |                   | Мерцедес-Бенц арена, Берлин Гледаоци: 7.117 Судије: Сретен Радовић, Емилио Перез, Томаш Травицки |  |
| 22. 11. 2022. 20:00 Извештај | Поени: Смит 23 Скокови: Смит 8 Асистенције: Блат, Сикма 7 Индекс: Смит 22 |             | Вилдоза 21 Петрушев 8 Недовић 6 Вилдоза 22 |                   | Мерцедес-Бенц арена, Берлин Гледаоци: 7.117 Судије: Сретен Радовић, Емилио Перез, Томаш Травицки |  |

| 24. 11. 2022. 17:30 Извештај |                                                                                        | Црвена звезда МТС | 69 : 68                                   | Макаби Платика | Хала Пионир, Београд Гледаоци: 6.453 Судије: Олегс Латишевс, Мехди Дифала, Саулијус Рацис |  |
| 24. 11. 2022. 17:30 Извештај | Четвртине: 27:18, 9:11, 14:18, 19:21                                                   |                   |                                           |                | Хала Пионир, Београд Гледаоци: 6.453 Судије: Олегс Латишевс, Мехди Дифала, Саулијус Рацис |  |
| 24. 11. 2022. 17:30 Извештај | Поени: Недовић 12 Скокови: Мартин 6 Асистенције: Вилдоза, Ивановић 3 Индекс: Мартин 13 |                   | Браун 23 Браун, Соркин 6 Браун 7 Браун 30 |                | Хала Пионир, Београд Гледаоци: 6.453 Судије: Олегс Латишевс, Мехди Дифала, Саулијус Рацис |  |

| 2. 12. 2022. 18:00 Извештај |                                                                                           | Црвена звезда МТС | 83 : 74                                | Виртус Сегафредо Болоња | Хала Пионир, Београд Гледаоци: 7.146 Судије: Мигел Анхел Перез, Емин Могулкоч, Леандро Лескано |  |
| 2. 12. 2022. 18:00 Извештај | Четвртине: 17:23, 25:18, 25:14, 16:19                                                     |                   |                                        |                         | Хала Пионир, Београд Гледаоци: 7.146 Судије: Мигел Анхел Перез, Емин Могулкоч, Леандро Лескано |  |
| 2. 12. 2022. 18:00 Извештај | Поени: Добрић 20 Скокови: Марковић 8 Асистенције: Вилдоза, Марковић 5 Индекс: Митровић 21 |                   | Жаите 15 Жаите 9 два играча 3 Жаите 27 |                         | Хала Пионир, Београд Гледаоци: 7.146 Судије: Мигел Анхел Перез, Емин Могулкоч, Леандро Лескано |  |

| 8. 12. 2022. 20:30 Извештај |                                                                               | Партизан Моцарт бет | 73 : 76                                  | Црвена звезда МТС | Штарк арена, Београд Гледаоци: 18.340 Судије: Хуан Карлос Гарсија, Роберт Лотермозер, Вилијус Гитис |  |
| 8. 12. 2022. 20:30 Извештај | Четвртине: 20:11, 13:29, 19:14, 21:22                                         |                     |                                          |                   | Штарк арена, Београд Гледаоци: 18.340 Судије: Хуан Карлос Гарсија, Роберт Лотермозер, Вилијус Гитис |  |
| 8. 12. 2022. 20:30 Извештај | Поени: Пантер 15 Скокови: Лесор 10 Асистенције: три играча 3 Индекс: Лесор 24 |                     | Недовић 20 Мартин 7 Вилдоза 6 Вилдоза 21 |                   | Штарк арена, Београд Гледаоци: 18.340 Судије: Хуан Карлос Гарсија, Роберт Лотермозер, Вилијус Гитис |  |

| 13. 12. 2022. 19:00 Извештај |                                                                                      | Црвена звезда МТС | 77 : 73                                   | Жалгирис | Хала Пионир, Београд Гледаоци: 7.488 Судије: Кармело Патернико, Жозеф Бисанг, Жорди Алијага |  |
| 13. 12. 2022. 19:00 Извештај | Четвртине: 14:22, 22:15, 20:21, 21:15                                                |                   |                                           |          | Хала Пионир, Београд Гледаоци: 7.488 Судије: Кармело Патернико, Жозеф Бисанг, Жорди Алијага |  |
| 13. 12. 2022. 19:00 Извештај | Поени: Вилдоза 27 Скокови: четири играча 4 Асистенције: Недовић 4 Индекс: Вилдоза 24 |                   | Еванс 18 Еванс 8 три играча 3 Улановас 20 |          | Хала Пионир, Београд Гледаоци: 7.488 Судије: Кармело Патернико, Жозеф Бисанг, Жорди Алијага |  |

| 15. 12. 2022. 19:00 Извештај |                                                                                    | Црвена звезда МТС | 67 : 71                              | ЕА7 Емпорио Армани | Хала Пионир, Београд Гледаоци: 7.469 Судије: Данијел Јерезуело, Саулијус Рацис, Серхио Силва |  |
| 15. 12. 2022. 19:00 Извештај | Четвртине: 16:26, 13:17, 20:14, 18:14                                              |                   |                                      |                    | Хала Пионир, Београд Гледаоци: 7.469 Судије: Данијел Јерезуело, Саулијус Рацис, Серхио Силва |  |
| 15. 12. 2022. 19:00 Извештај | Поени: Петрушев 20 Скокови: Петрушев 11 Асистенције: Вилдоза 6 Индекс: Петрушев 28 |                   | Барон 19 Дејвис 6 Дејвис 7 Дејвис 30 |                    | Хала Пионир, Београд Гледаоци: 7.469 Судије: Данијел Јерезуело, Саулијус Рацис, Серхио Силва |  |

| 22. 12. 2022. 20:00 Извештај |                                                                                          | Олимпијакос | 86 : 90                                    | Црвена звезда МТС | Дворана мира и пријатељства, Пиреј Гледаоци: 9.787 Судије: Мигел Анхел Перез, Микеле Роси, Марћин Ковалски |  |
| 22. 12. 2022. 20:00 Извештај | Четвртине: 22:21, 23:20, 17:24, 24:25                                                    |             |                                            |                   | Дворана мира и пријатељства, Пиреј Гледаоци: 9.787 Судије: Мигел Анхел Перез, Микеле Роси, Марћин Ковалски |  |
| 22. 12. 2022. 20:00 Извештај | Поени: Блек, Слукас 14 Скокови: Блек, Везенков 6 Асистенције: Слукас 9 Индекс: Слукас 24 |             | Вилдоза 22 Митровић 7 Вилдоза 8 Вилдоза 29 |                   | Дворана мира и пријатељства, Пиреј Гледаоци: 9.787 Судије: Мигел Анхел Перез, Микеле Роси, Марћин Ковалски |  |

| 30. 12. 2022. 19:00 Извештај |                                                                                           | Црвена звезда МТС | 94 : 99                                            | Барселона | Хала Пионир, Београд Гледаоци: 7.500 Судије: Роберт Лотермозер, Емин Могулкоч, Аре Халико |  |
| 30. 12. 2022. 19:00 Извештај | Четвртине: 17:28, 23:15, 25:14, 19:27, 10:15                                              |                   |                                                    |           | Хала Пионир, Београд Гледаоци: 7.500 Судије: Роберт Лотермозер, Емин Могулкоч, Аре Халико |  |
| 30. 12. 2022. 19:00 Извештај | Поени: Недовић, Петрушев 24 Скокови: Петрушев 9 Асистенције: Недовић 7 Индекс: Недовић 30 |                   | Саторански 19 Весели 5 Саторански 10 Саторански 28 |           | Хала Пионир, Београд Гледаоци: 7.500 Судије: Роберт Лотермозер, Емин Могулкоч, Аре Халико |  |

| 6. 1. 2023. 20:30 Извештај |                                                                                 | Валенсија | 75 : 77                                      | Црвена звезда Меридијанбет | Арена Фуенте Сан Луис, Валенсија Гледаоци: 5.627 Судије: Гитис Вилијус, Пјотр Пастусјак, Кристапс Константиновс |  |
| 6. 1. 2023. 20:30 Извештај | Четвртине: 19:24, 23:23, 16:14, 17:16                                           |           |                                              |                            | Арена Фуенте Сан Луис, Валенсија Гледаоци: 5.627 Судије: Гитис Вилијус, Пјотр Пастусјак, Кристапс Константиновс |  |
| 6. 1. 2023. 20:30 Извештај | Поени: Џоунс 16 Скокови: Лопез Аростеги 6 Асистенције: Џоунс 5 Индекс: Џоунс 19 |           | Петрушев 25 Петрушев 9 Недовић 6 Петрушев 36 |                            | Арена Фуенте Сан Луис, Валенсија Гледаоци: 5.627 Судије: Гитис Вилијус, Пјотр Пастусјак, Кристапс Константиновс |  |

| 10. 1. 2023. 19:00 Извештај |                                                                                 | Црвена звезда Меридијанбет | 59 : 79                                     | Реал Мадрид | Хала Пионир, Београд Гледаоци: 7.289 Судије: Олегс Латишевс, Кармело Патернико, Томаш Травицки |  |
| 10. 1. 2023. 19:00 Извештај | Четвртине: 16:25, 18:13, 17:19, 8:22                                            |                            |                                             |             | Хала Пионир, Београд Гледаоци: 7.289 Судије: Олегс Латишевс, Кармело Патернико, Томаш Травицки |  |
| 10. 1. 2023. 19:00 Извештај | Поени: Недовић 18 Скокови: Марковић 6 Асистенције: Марковић 7 Индекс: Добрић 16 |                            | Таварес 17 Таварес 12 Родригез 7 Таварес 35 |             | Хала Пионир, Београд Гледаоци: 7.289 Судије: Олегс Латишевс, Кармело Патернико, Томаш Травицки |  |

| 12. 1. 2023. 19:00 Извештај |                                                                                              | Црвена звезда Меридијанбет | 92 : 68                                            | Монако | Хала Пионир, Београд Гледаоци: 7.301 Судије: Хуан Карлос Гарсија, Серхио Силва, Сефи Шемеш |  |
| 12. 1. 2023. 19:00 Извештај | Четвртине: 23:15, 31:21, 18:14, 20:18                                                        |                            |                                                    |        | Хала Пионир, Београд Гледаоци: 7.301 Судије: Хуан Карлос Гарсија, Серхио Силва, Сефи Шемеш |  |
| 12. 1. 2023. 19:00 Извештај | Поени: Петрушев 21 Скокови: Митровић, Петрушев 6 Асистенције: Марковић 8 Индекс: Петрушев 25 |                            | Џејмс 26 Браун, Џејмс 6 Дијало, Макунду 3 Џејмс 32 |        | Хала Пионир, Београд Гледаоци: 7.301 Судије: Хуан Карлос Гарсија, Серхио Силва, Сефи Шемеш |  |

| 20. 1. 2023. 19:00 Извештај |                                                                                        | Жалгирис | 71 : 66                                               | Црвена звезда Меридијанбет | Жалгирис арена, Каунас Гледаоци: 15.272 Судије: Мигел Анхел Перез, Марћин Ковалски, Раин Перанди |  |
| 20. 1. 2023. 19:00 Извештај | Четвртине: 20:14, 18:16, 12:26, 21:10                                                  |          |                                                       |                            | Жалгирис арена, Каунас Гледаоци: 15.272 Судије: Мигел Анхел Перез, Марћин Ковалски, Раин Перанди |  |
| 20. 1. 2023. 19:00 Извештај | Поени: Улановас 13 Скокови: Буткевичијус 7 Асистенције: Улановас 6 Индекс: Улановас 17 |          | Петрушев 16 Кузмић, Лазаревић 6 Вилдоза 4 Петрушев 17 |                            | Жалгирис арена, Каунас Гледаоци: 15.272 Судије: Мигел Анхел Перез, Марћин Ковалски, Раин Перанди |  |

| 27. 1. 2023. 19:00 Извештај |                                                                                   | Црвена звезда Меридијанбет | 78 : 79                                         | Партизан Моцарт бет | Хала Пионир, Београд Гледаоци: 8.300 Судије: Борис Рижик, Фернандо Роха, Олегс Латишевс |  |
| 27. 1. 2023. 19:00 Извештај | Четвртине: 18:20, 19:25, 17:12, 24:22                                             |                            |                                                 |                     | Хала Пионир, Београд Гледаоци: 8.300 Судије: Борис Рижик, Фернандо Роха, Олегс Латишевс |  |
| 27. 1. 2023. 19:00 Извештај | Поени: Вилдоза 26 Скокови: Петрушев 10 Асистенције: Митровић 5 Индекс: Вилдоза 29 |                            | Егзам, Ледеј 20 Лесор 8 Егзам 5 Егзам, Ледеј 22 |                     | Хала Пионир, Београд Гледаоци: 8.300 Судије: Борис Рижик, Фернандо Роха, Олегс Латишевс |  |

| 31. 1. 2023. 21:00 Извештај |                                                                                         | Виртус Сег. Болоња | 84 : 72                                        | Црвена звезда Меридијанбет | Виртус Сегафредо арена, Болоња Гледаоци: 7.756 Судије: Данијел Јерезуело, Емин Могулкоч, Едуард Удјанскиј |  |
| 31. 1. 2023. 21:00 Извештај | Четвртине: 30:14, 18:21, 22:16, 14:21                                                   |                    |                                                |                            | Виртус Сегафредо арена, Болоња Гледаоци: 7.756 Судије: Данијел Јерезуело, Емин Могулкоч, Едуард Удјанскиј |  |
| 31. 1. 2023. 21:00 Извештај | Поени: Шенгелија 15 Скокови: Жаите, Мики 8 Асистенције: Теодосић 9 Индекс: Шенгелија 19 |                    | Вилдоза 20 Илић 7 Бентил, Вилдоза 3 Вилдоза 20 |                            | Виртус Сегафредо арена, Болоња Гледаоци: 7.756 Судије: Данијел Јерезуело, Емин Могулкоч, Едуард Удјанскиј |  |

| 2. 2. 2023. 20:30 Извештај |                                                                                   | ЕА7 Емпорио Армани | 74 : 68                                 | Црвена звезда Меридијанбет | Медиоланум Форум, Милано Гледаоци: 9.165 Судије: Хуан Карлос Гарсија, Мехди Дифала, Амит Балак |  |
| 2. 2. 2023. 20:30 Извештај | Четвртине: 22:18, 23:14, 14:17, 15:19                                             |                    |                                         |                            | Медиоланум Форум, Милано Гледаоци: 9.165 Судије: Хуан Карлос Гарсија, Мехди Дифала, Амит Балак |  |
| 2. 2. 2023. 20:30 Извештај | Поени: Барон 15 Скокови: Луваву Кабаро 6 Асистенције: Нејпијер 5 Индекс: Барон 18 |                    | Бентил 17 Бентил 7 Марковић 5 Бентил 19 |                            | Медиоланум Форум, Милано Гледаоци: 9.165 Судије: Хуан Карлос Гарсија, Мехди Дифала, Амит Балак |  |

| 9. 2. 2023. 20:05 Извештај | | Макаби Платика | 86 : 89                                     | Црвена звезда Меридијанбет | Менора Мивташим арена, Тел Авив Гледаоци: 10.416 Судије: Мигел Анхел Перез, Артурас Сукис, Себастјен Кливаз |  |
| 9. 2. 2023. 20:05 Извештај | Четвртине: 18:18, 16:26, 21:25, 31:20                                                              |                |                                             |                            | Менора Мивташим арена, Тел Авив Гледаоци: 10.416 Судије: Мигел Анхел Перез, Артурас Сукис, Себастјен Кливаз |  |
| 9. 2. 2023. 20:05 Извештај | Поени: Болдвин IV 38 Скокови: Болдвин IV, Колсон 5 Асистенције: Болдвин IV 5 Индекс: Болдвин IV 39 |                | Недовић 28 Митровић 6 Ивановић 7 Недовић 24 |                            | Менора Мивташим арена, Тел Авив Гледаоци: 10.416 Судије: Мигел Анхел Перез, Артурас Сукис, Себастјен Кливаз |  |

| 24. 2. 2023. 19:00 Извештај |                                                                                    | Црвена звезда Меридијанбет | 72 : 87                      | АЛБА Берлин | Хала Пионир, Београд Гледаоци: 6.752 Судије: Фернандо Роха, Јанис Фуфис, Јургис Лауринавичијус |  |
| 24. 2. 2023. 19:00 Извештај | Четвртине: 25:15, 19:24, 17:21, 11:27                                              |                            |                              |             | Хала Пионир, Београд Гледаоци: 6.752 Судије: Фернандо Роха, Јанис Фуфис, Јургис Лауринавичијус |  |
| 24. 2. 2023. 19:00 Извештај | Поени: Петрушев 14 Скокови: Лазаревић 4 Асистенције: Недовић 5 Индекс: Митровић 10 |                            | Ло 24 Олинде 7 Сикма 6 Ло 27 |             | Хала Пионир, Београд Гледаоци: 6.752 Судије: Фернандо Роха, Јанис Фуфис, Јургис Лауринавичијус |  |

| 2. 3. 2023. 19:00 Извештај | | Бајерн Минхен | 87 : 80                                     | Црвена звезда Меридијанбет | Ауди дом, Минхен Гледаоци: 6.500 Судије: Олегс Латишевс, Карлос Перуга, Томаш Травицки |  |
| 2. 3. 2023. 19:00 Извештај | Четвртине: 19:23, 22:15, 11:18, 35:24                                                                 |               |                                             |                            | Ауди дом, Минхен Гледаоци: 6.500 Судије: Олегс Латишевс, Карлос Перуга, Томаш Травицки |  |
| 2. 3. 2023. 19:00 Извештај | Поени: Винстон, Лучић 20 Скокови: Гилеспи 9 Асистенције: Вајлер Баб, Обст 3 Индекс: Винстон, Лучић 16 |               | Вилдоза 18 Лазаревић 7 Кампазо 7 Недовић 21 |                            | Ауди дом, Минхен Гледаоци: 6.500 Судије: Олегс Латишевс, Карлос Перуга, Томаш Травицки |  |

| 8. 3. 2023. 20:30 Извештај |                                                                                            | Црвена звезда Меридијанбет | 94 : 75                                  | Анадолу Ефес | Хала Пионир, Београд Гледаоци: 6.064 Судије: Роберт Лотермозер, Хуан Карлос Гарсија, Пјотр Пастусјак |  |
| 8. 3. 2023. 20:30 Извештај | Четвртине: 20:25, 29:20, 19:22, 26:8                                                       |                            |                                          |              | Хала Пионир, Београд Гледаоци: 6.064 Судије: Роберт Лотермозер, Хуан Карлос Гарсија, Пјотр Пастусјак |  |
| 8. 3. 2023. 20:30 Извештај | Поени: Кампазо 22 Скокови: Лазаревић, Митровић 4 Асистенције: Кампазо 7 Индекс: Кампазо 30 |                            | Жижић 16 Клајберн 9 Тунџер 6 Клајберн 21 |              | Хала Пионир, Београд Гледаоци: 6.064 Судије: Роберт Лотермозер, Хуан Карлос Гарсија, Пјотр Пастусјак |  |

| 10. 3. 2023. 20:00 Извештај |                                                                                 | Панатинаикос | 75 : 66                                                       | Црвена звезда Меридијанбет | Олимпијска дворана Никос Галис, Атина Гледаоци: 3.853 Судије: Мигел Анхел Перез, Емин Могулкоч, Жозеф Бисанг |  |
| 10. 3. 2023. 20:00 Извештај | Четвртине: 9:17, 20:25, 23:13, 23:11                                            |              |                                                               |                            | Олимпијска дворана Никос Галис, Атина Гледаоци: 3.853 Судије: Мигел Анхел Перез, Емин Могулкоч, Жозеф Бисанг |  |
| 10. 3. 2023. 20:00 Извештај | Поени: Папајанис 17 Скокови: Папајанис 7 Асистенције: Ли 5 Индекс: Папајанис 22 |              | Недовић, Петрушев 12 Петрушев 9 Вилдоза, Кампазо 4 Недовић 13 |                            | Олимпијска дворана Никос Галис, Атина Гледаоци: 3.853 Судије: Мигел Анхел Перез, Емин Могулкоч, Жозеф Бисанг |  |

| 17. 3. 2023. 20:30 Извештај |                                                                                          | Барселона | 85 : 79                                  | Црвена звезда Меридијанбет | Дворана Блауграна, Барселона Гледаоци: 7.160 Судије: Сретен Радовић, Кармело Патернико, Амит Балак |  |
| 17. 3. 2023. 20:30 Извештај | Четвртине: 18:15, 22:21, 17:21, 28:22                                                    |           |                                          |                            | Дворана Блауграна, Барселона Гледаоци: 7.160 Судије: Сретен Радовић, Кармело Патернико, Амит Балак |  |
| 17. 3. 2023. 20:30 Извештај | Поени: Весели, Миротић 21 Скокови: Весели 6 Асистенције: Јокубајтис 8 Индекс: Миротић 24 |           | Кампазо 24 Бентил 7 Кампазо 4 Кампазо 24 |                            | Дворана Блауграна, Барселона Гледаоци: 7.160 Судије: Сретен Радовић, Кармело Патернико, Амит Балак |  |

| 23. 3. 2023. 19:00 Извештај |                                                                                  | Црвена звезда Меридијанбет | 74 : 63                                                  | Казу Басконија | Хала Пионир, Београд Гледаоци: 5.893 Судије: Мехди Дифала, Фернандо Роха, Ане Пантер |  |
| 23. 3. 2023. 19:00 Извештај | Четвртине: 21:26, 18:12, 18:11, 17:14                                            |                            |                                                          |                | Хала Пионир, Београд Гледаоци: 5.893 Судије: Мехди Дифала, Фернандо Роха, Ане Пантер |  |
| 23. 3. 2023. 19:00 Извештај | Поени: Недовић 20 Скокови: Петрушев 9 Асистенције: Кампазо 7 Индекс: Митровић 16 |                            | Томпсон 15 Инок, Костело 6 Костело, Томпсон 6 Томпсон 19 |                | Хала Пионир, Београд Гледаоци: 5.893 Судије: Мехди Дифала, Фернандо Роха, Ане Пантер |  |

| 29. 3. 2023. 19:00 Извештај |                                                                                            | Црвена звезда Меридијанбет | 92 : 73                               | Валенсија | Хала Пионир, Београд Гледаоци: 6.538 Судије: Мехди Дифала, Пјотр Пастусјак, Сефи Шемеш |  |
| 29. 3. 2023. 19:00 Извештај | Четвртине: 20:21, 26:20, 23:21, 23:11                                                      |                            |                                       |           | Хала Пионир, Београд Гледаоци: 6.538 Судије: Мехди Дифала, Пјотр Пастусјак, Сефи Шемеш |  |
| 29. 3. 2023. 19:00 Извештај | Поени: Петрушев 20 Скокови: Петрушев 7 Асистенције: Вилдоза, Кампазо 7 Индекс: Петрушев 26 |                            | Радебо 14 Дубљевић 6 Џоунс 5 Џоунс 16 |           | Хала Пионир, Београд Гледаоци: 6.538 Судије: Мехди Дифала, Пјотр Пастусјак, Сефи Шемеш |  |

| 31. 3. 2023. 21:00 Извештај |                                                                                    | Асвел | 60 : 76                                   | Црвена звезда Меридијанбет | Астробал, Вилербан Гледаоци: 5.560 Судије: Хуан Карлос Гарсија, Роберт Лотермозер, Едуард Удјанскиј |  |
| 31. 3. 2023. 21:00 Извештај | Четвртине: 19:17, 23:20, 11:19, 7:20                                               |       |                                           |                            | Астробал, Вилербан Гледаоци: 5.560 Судије: Хуан Карлос Гарсија, Роберт Лотермозер, Едуард Удјанскиј |  |
| 31. 3. 2023. 21:00 Извештај | Поени: Де Коло 14 Скокови: Тајус 9 Асистенције: Бост, Де Коло 3 Индекс: Де Коло 20 |       | Добрић 18 Петрушев 7 Вилдоза 8 Кампазо 20 |                            | Астробал, Вилербан Гледаоци: 5.560 Судије: Хуан Карлос Гарсија, Роберт Лотермозер, Едуард Удјанскиј |  |

| 6. 4. 2023. 19:00 Извештај |                                                                                         | Црвена звезда Меридијанбет | 87 : 79                                    | Олимпијакос | Хала Пионир, Београд Гледаоци: 7.368 Судије: Мигел Анхел Перез, Жозеф Бисанг, Роберт Виклицки |  |
| 6. 4. 2023. 19:00 Извештај | Четвртине: 26:30, 19:17, 20:12, 22:20                                                   |                            |                                            |             | Хала Пионир, Београд Гледаоци: 7.368 Судије: Мигел Анхел Перез, Жозеф Бисанг, Роберт Виклицки |  |
| 6. 4. 2023. 19:00 Извештај | Поени: Кампазо 20 Скокови: Мартин, Петрушев 5 Асистенције: Кампазо 8 Индекс: Кампазо 33 |                            | Везенков 16 Везенков 8 Вокап 5 Везенков 23 |             | Хала Пионир, Београд Гледаоци: 7.368 Судије: Мигел Анхел Перез, Жозеф Бисанг, Роберт Виклицки |  |

| 13. 4. 2023. 19:00 Извештај |                                                                                  | Црвена звезда Меридијанбет | 91 : 89                                                 | Фенербахче Беко | Хала Пионир, Београд Гледаоци: 7.259 Судије: Роберт Лотермозер, Кармело Патернико, Жорди Алијага |  |
| 13. 4. 2023. 19:00 Извештај | Четвртине: 15:21, 26:18, 16:18, 22:22, 12:10                                     |                            |                                                         |                 | Хала Пионир, Београд Гледаоци: 7.259 Судије: Роберт Лотермозер, Кармело Патернико, Жорди Алијага |  |
| 13. 4. 2023. 19:00 Извештај | Поени: Кампазо 24 Скокови: Петрушев 6 Асистенције: Митровић 4 Индекс: Вилдоза 21 |                            | Мотли 27 Мотли, Хејз Дејвис 8 Калатес 12 Хејз Дејвис 25 |                 | Хала Пионир, Београд Гледаоци: 7.259 Судије: Роберт Лотермозер, Кармело Патернико, Жорди Алијага |  |

## Јадранска лига

### Први део такмичења
|     | Тим                        | Игр. | Поб. | Изг. | П+   | П-   | П+/- | Бод |
| --- | -------------------------- | ---- | ---- | ---- | ---- | ---- | ---- | --- |
| 1.  | Партизан Моцарт бет        | 26   | 24   | 2    | 2424 | 2025 | +399 | 50  |
| 2.  | Црвена звезда Меридијанбет | 26   | 23   | 3    | 2262 | 1890 | +372 | 49  |
| 3.  | Будућност ВОЛИ             | 26   | 18   | 8    | 2263 | 2027 | +236 | 44  |
| 4.  | Цедевита Олимпија          | 26   | 17   | 9    | 2205 | 2068 | +137 | 43  |
| 5.  | ФМП Сокербет               | 26   | 14   | 12   | 2339 | 2245 | +94  | 40  |
| 6.  | Мега МИС                   | 26   | 12   | 14   | 2203 | 2234 | -31  | 38  |
| 7.  | Задар                      | 26   | 11   | 15   | 2230 | 2234 | -4   | 37  |
| 8.  | СЦ Дерби                   | 26   | 11   | 15   | 2189 | 2300 | -111 | 37  |
| 9.  | Игокеа м:тел               | 26   | 11   | 15   | 2093 | 2189 | -96  | 37  |
| 10. | Сплит                      | 26   | 10   | 16   | 2144 | 2247 | -103 | 36  |
| 11. | Цибона                     | 26   | 9    | 17   | 2071 | 2337 | -266 | 35  |
| 12. | Морнар Барско злато        | 26   | 8    | 18   | 2165 | 2375 | -210 | 34  |
| 13. | Борац Моцарт               | 26   | 7    | 19   | 2147 | 2336 | -189 | 33  |
| 14. | МЗТ Скопље Аеродром        | 26   | 7    | 19   | 2088 | 2316 | -228 | 33  |

Легенда:
| 1. 10. 2022. 20:00 Извештај |                                                                                     | Црвена звезда МТС | 87 : 67                                                | МЗТ Скопље Аеродром | Хала Пионир, Београд Гледаоци: 2.839 Судије: Томислав Хордов, Милош Кољеншић, Марко Мустапић |  |
| 1. 10. 2022. 20:00 Извештај | Четвртине: 13:9, 26:13, 26:25, 22:20                                                |                   |                                                        |                     | Хала Пионир, Београд Гледаоци: 2.839 Судије: Томислав Хордов, Милош Кољеншић, Марко Мустапић |  |
| 1. 10. 2022. 20:00 Извештај | Поени: Адамс 16 Скокови: три играча 5 Асистенције: два играча 5 Индекс: Ивановић 19 |                   | Стојановски 17 Јигитоглу 14 Магдевски 5 Стојановски 19 |                     | Хала Пионир, Београд Гледаоци: 2.839 Судије: Томислав Хордов, Милош Кољеншић, Марко Мустапић |  |

| 10. 10. 2022. 18:00 Извештај |                                                                                  | Црвена звезда МТС | 69 : 65                                             | Будућност ВОЛИ | Хала Пионир, Београд Гледаоци: 3.789 Судије: Саша Пукл, Дамир Јавор, Јосип Радојковић |  |
| 10. 10. 2022. 18:00 Извештај | Четвртине: 20:19, 23:16, 12:16, 14:14                                            |                   |                                                     |                | Хала Пионир, Београд Гледаоци: 3.789 Судије: Саша Пукл, Дамир Јавор, Јосип Радојковић |  |
| 10. 10. 2022. 18:00 Извештај | Поени: Бентил 16 Скокови: Митровић 9 Асистенције: Ивановић 7 Индекс: Митровић 21 |                   | Дробњак 19 Јагодић Куриџа 11 Бел Хејнс 3 Дробњак 16 |                | Хала Пионир, Београд Гледаоци: 3.789 Судије: Саша Пукл, Дамир Јавор, Јосип Радојковић |  |

| 24. 4. 2022. 18:00 Извештај |                                                                                | Цедевита Олимпија | 70 : 84                                                  | Црвена звезда МТС | Арена Стожице, Љубљана Гледаоци: 5.129 Судије: Дамир Јавор, Томислав Хордов, Лука Кардум |  |
| 24. 4. 2022. 18:00 Извештај | Четвртине: 10:19, 20:24, 22:23, 18:18                                          |                   |                                                          |                   | Арена Стожице, Љубљана Гледаоци: 5.129 Судије: Дамир Јавор, Томислав Хордов, Лука Кардум |  |
| 24. 4. 2022. 18:00 Извештај | Поени: Алибеговић 12 Скокови: Драгић 6 Асистенције: Гњидић 7 Индекс: Гњидић 13 |                   | Ивановић 29 Лазаревић 7 Ивановић, Марковић 5 Ивановић 37 |                   | Арена Стожице, Љубљана Гледаоци: 5.129 Судије: Дамир Јавор, Томислав Хордов, Лука Кардум |  |

| 24. 10. 2022. 18:00 Извештај |                                                                                    | Црвена звезда МТС | 83 : 77                                    | ФМП Меридијан | Хала Пионир, Београд Гледаоци: 1.197 Судије: Урош Обркнежевић, Владимир Весковић, Марко Пецељ |  |
| 24. 10. 2022. 18:00 Извештај | Четвртине: 24:25, 27:15, 17:22, 15:15                                              |                   |                                            |               | Хала Пионир, Београд Гледаоци: 1.197 Судије: Урош Обркнежевић, Владимир Весковић, Марко Пецељ |  |
| 24. 10. 2022. 18:00 Извештај | Поени: Ивановић 22 Скокови: Марковић 6 Асистенције: Марковић 4 Индекс: Ивановић 30 |                   | Фрејжер 27 Јанковић 7 Фрејжер 6 Фрејжер 27 |               | Хала Пионир, Београд Гледаоци: 1.197 Судије: Урош Обркнежевић, Владимир Весковић, Марко Пецељ |  |

| 31. 10. 2022. 18:00 Извештај |                                                                         | Игокеа м:тел | 70 : 76                                    | Црвена звезда МТС | Спортска дворана Лакташи, Александровац Гледаоци: 2.500 Судије: Дамир Јавор, Сашо Петек, Јосип Радојковић |  |
| 31. 10. 2022. 18:00 Извештај | Четвртине: 18:23, 17:18, 20:18, 15:17                                   |              |                                            |                   | Спортска дворана Лакташи, Александровац Гледаоци: 2.500 Судије: Дамир Јавор, Сашо Петек, Јосип Радојковић |  |
| 31. 10. 2022. 18:00 Извештај | Поени: Реј 24 Скокови: Стивенс 13 Асистенције: Крофорд 8 Индекс: Реј 25 |              | Вилдоза 19 Петрушев 8 Вилдоза 9 Вилдоза 28 |                   | Спортска дворана Лакташи, Александровац Гледаоци: 2.500 Судије: Дамир Јавор, Сашо Петек, Јосип Радојковић |  |

| 7. 11. 2022. 18:00 Извештај |                                                                               | Црвена звезда МТС | 96 : 98                                        | Задар | Хала Пионир, Београд Гледаоци: 1.587 Судије: Миливоје Јовчић, Томислав Вовк, Нермин Никшић |  |
| 7. 11. 2022. 18:00 Извештај | Четвртине: 19:27, 22:25, 25:23, 30:23                                         |                   |                                                |       | Хала Пионир, Београд Гледаоци: 1.587 Судије: Миливоје Јовчић, Томислав Вовк, Нермин Никшић |  |
| 7. 11. 2022. 18:00 Извештај | Поени: Бентил 19 Скокови: Бентил 9 Асистенције: Вилдоза 11 Индекс: Вилдоза 27 |                   | Јордано 23 Дејвис, Рамљак 7 Рамљак 6 Рамљак 29 |       | Хала Пионир, Београд Гледаоци: 1.587 Судије: Миливоје Јовчић, Томислав Вовк, Нермин Никшић |  |

| 19. 11. 2022. 16:00 Извештај |                                                                                  | Црвена звезда МТС | 92 : 53                                                      | Цибона | Хала Пионир, Београд Гледаоци: 2.321 Судије: Урош Николић, Гордан Терлевић, Александар Давидов |  |
| 19. 11. 2022. 16:00 Извештај | Четвртине: 21:20, 29:18, 22:8, 20:7                                              |                   |                                                              |        | Хала Пионир, Београд Гледаоци: 2.321 Судије: Урош Николић, Гордан Терлевић, Александар Давидов |  |
| 19. 11. 2022. 16:00 Извештај | Поени: Недовић 24 Скокови: Петрушев 9 Асистенције: Ивановић 6 Индекс: Недовић 30 |                   | Аранитовић 10 Аранитовић 6 Капуста 4 Аранитовић, Бундовић 13 |        | Хала Пионир, Београд Гледаоци: 2.321 Судије: Урош Николић, Гордан Терлевић, Александар Давидов |  |

| 28. 11. 2022. 20:00 Извештај |                                                                                          | Црвена звезда МТС | 90 : 74                               | Партизан Моцарт бет | Хала Пионир, Београд Гледаоци: 7.464 Судије: Дамир Јавор, Јосип Радојковић, Марко Мустапић |  |
| 28. 11. 2022. 20:00 Извештај | Четвртине: 20:18, 29:30, 21:17, 20:9                                                     |                   |                                       |                     | Хала Пионир, Београд Гледаоци: 7.464 Судије: Дамир Јавор, Јосип Радојковић, Марко Мустапић |  |
| 28. 11. 2022. 20:00 Извештај | Поени: Вилдоза 19 Скокови: Петрушев 5 Асистенције: Вилдоза, Недовић 5 Индекс: Недовић 23 |                   | Папапетру 15 Ледеј 8 Егзам 4 Егзам 17 |                     | Хала Пионир, Београд Гледаоци: 7.464 Судије: Дамир Јавор, Јосип Радојковић, Марко Мустапић |  |

| 4. 12. 2022. 17:00 Извештај |                                                                                          | СЦ Дерби | 76 : 92                                  | Црвена звезда МТС | Спортски центар Морача, Подгорица Гледаоци: 1.560 Судије: Милан Недовић, Александар Давидов, Денис Хаџић |  |
| 4. 12. 2022. 17:00 Извештај | Четвртине: 21:26, 18:23, 28:19, 9:24                                                     |          |                                          |                   | Спортски центар Морача, Подгорица Гледаоци: 1.560 Судије: Милан Недовић, Александар Давидов, Денис Хаџић |  |
| 4. 12. 2022. 17:00 Извештај | Поени: Џексон 15 Скокови: З. Ивишић, Т. Ивишић 6 Асистенције: Џексон 8 Индекс: Џексон 22 |          | Недовић 16 Мартин 5 Вилдоза 4 Недовић 17 |                   | Спортски центар Морача, Подгорица Гледаоци: 1.560 Судије: Милан Недовић, Александар Давидов, Денис Хаџић |  |

| 10. 12. 2022. 18:00 Извештај |                                                                           | Црвена звезда МТС | 93 : 77                               | Морнар Барско злато | Хала Пионир, Београд Гледаоци: 2.659 Судије: Игор Драгојевић, Бојан Круљац, Марко Пецељ |  |
| 10. 12. 2022. 18:00 Извештај | Четвртине: 25:22, 27:14, 19:26, 22:15                                     |                   |                                       |                     | Хала Пионир, Београд Гледаоци: 2.659 Судије: Игор Драгојевић, Бојан Круљац, Марко Пецељ |  |
| 10. 12. 2022. 18:00 Извештај | Поени: Бентил 26 Скокови: Илић 8 Асистенције: Вилдоза 6 Индекс: Бентил 27 |                   | Расел 35 Пецарски 11 Расел 5 Расел 29 |                     | Хала Пионир, Београд Гледаоци: 2.659 Судије: Игор Драгојевић, Бојан Круљац, Марко Пецељ |  |

| 18. 12. 2022. 20:00 Извештај | | Црвена звезда МТС | 92 : 58                                               | Мега МИС | Хала Пионир, Београд Гледаоци: 1.896 Судије: Сашо Петек, Марио Мајкић, Томислав Вовк |  |
| 18. 12. 2022. 20:00 Извештај | Четвртине: 25:16, 19:17, 18:18, 30:7                                                                       |                   |                                                       |          | Хала Пионир, Београд Гледаоци: 1.896 Судије: Сашо Петек, Марио Мајкић, Томислав Вовк |  |
| 18. 12. 2022. 20:00 Извештај | Поени: Добрић, Недовић 16 Скокови: Митровић 11 Асистенције: Добрић, Марковић 5 Индекс: Добрић, Петрушев 18 |                   | Бранковић 13 Бранковић, Грбовић 6 Рори 6 Бранковић 18 |          | Хала Пионир, Београд Гледаоци: 1.896 Судије: Сашо Петек, Марио Мајкић, Томислав Вовк |  |

| 25. 12. 2022. 14:30 Извештај | | Црвена звезда МТС | 86 : 57                                                      | Борац Моцарт | Хала Пионир, Београд Гледаоци: 6.874 Судије: Илија Белошевић, Иван Стефановић, Стефан Ћалић |  |
| 25. 12. 2022. 14:30 Извештај | Четвртине: 23:13, 22:24, 20:8, 21:12                                                                 |                   |                                                              |              | Хала Пионир, Београд Гледаоци: 6.874 Судије: Илија Белошевић, Иван Стефановић, Стефан Ћалић |  |
| 25. 12. 2022. 14:30 Извештај | Поени: Добрић 15 Скокови: Митровић, Петрушев 6 Асистенције: Вилдоза, Кампазо 5 Индекс: три играча 18 |                   | Хејл 17 Миловановић 6 Новаковић, Хејл 4 Миловановић, Хејл 12 |              | Хала Пионир, Београд Гледаоци: 6.874 Судије: Илија Белошевић, Иван Стефановић, Стефан Ћалић |  |

| 2. 1. 2023. 16:30 Извештај |                                                                                         | Сплит | 63 : 72                              | Црвена звезда Меридијанбет | Спортски центар Грипе, Сплит Гледаоци: 2.500 Судије: Саша Пукл, Јосип Радојковић, Ернад Каровић |  |
| 2. 1. 2023. 16:30 Извештај | Четвртине: 17:19, 13:13, 14:26, 19:14                                                   |       |                                      |                            | Спортски центар Грипе, Сплит Гледаоци: 2.500 Судије: Саша Пукл, Јосип Радојковић, Ернад Каровић |  |
| 2. 1. 2023. 16:30 Извештај | Поени: Саливан 18 Скокови: Саливан 8 Асистенције: Калајжић, Шортер 3 Индекс: Саливан 21 |       | Бентил 12 Илић 9 Кампазо 4 Бентил 13 |                            | Спортски центар Грипе, Сплит Гледаоци: 2.500 Судије: Саша Пукл, Јосип Радојковић, Ернад Каровић |  |

| 8. 1. 2023. 17:00 Извештај |                                                                    | МЗТ Скопље Аеродром | 57 : 80                                   | Црвена звезда Меридијанбет | Спортска хала Јане Сандански, Скопље Гледаоци: 5.320 Судије: Лука Кардум, Марио Мајкић, Марко Мустапић |  |
| 8. 1. 2023. 17:00 Извештај | Четвртине: 15:17, 18:19, 8:27, 16:17                               |                     |                                           |                            | Спортска хала Јане Сандански, Скопље Гледаоци: 5.320 Судије: Лука Кардум, Марио Мајкић, Марко Мустапић |  |
| 8. 1. 2023. 17:00 Извештај | Поени: Вер 16 Скокови: Мићовић 5 Асистенције: Вер 5 Индекс: Вер 17 |                     | Кампазо 23 Кампазо 7 Кампазо 9 Кампазо 33 |                            | Спортска хала Јане Сандански, Скопље Гледаоци: 5.320 Судије: Лука Кардум, Марио Мајкић, Марко Мустапић |  |

| 15. 1. 2023. 19:30 Извештај |                                                                                   | Будућност ВОЛИ | 56 : 76                                     | Црвена звезда Меридијанбет | Спортски центар Морача, Подгорица Гледаоци: 5.200 Судије: Дамир Јавор, Сашо Петек, Томислав Стапић |  |
| 15. 1. 2023. 19:30 Извештај | Четвртине: 12:19, 13:18, 18:16, 13:23                                             |                |                                             |                            | Спортски центар Морача, Подгорица Гледаоци: 5.200 Судије: Дамир Јавор, Сашо Петек, Томислав Стапић |  |
| 15. 1. 2023. 19:30 Извештај | Поени: Грин 14 Скокови: О’Брајен 7 Асистенције: шест играча 1 Индекс: О’Брајен 17 |                | Добрић 18 Лазаревић 6 Кампазо 12 Кампазо 34 |                            | Спортски центар Морача, Подгорица Гледаоци: 5.200 Судије: Дамир Јавор, Сашо Петек, Томислав Стапић |  |

| 23. 1. 2023. 18:00 Извештај |                                                                                          | Црвена звезда Меридијанбет | 100 : 95                         | Цедевита Олимпија | Хала Пионир, Београд Гледаоци: нема податка Судије: Томислав Хордов, Лука Кардум, Бојан Круљац |  |
| 23. 1. 2023. 18:00 Извештај | Четвртине: 26:23, 29:26, 29:23, 16:23                                                    |                            |                                  |                   | Хала Пионир, Београд Гледаоци: нема податка Судије: Томислав Хордов, Лука Кардум, Бојан Круљац |  |
| 23. 1. 2023. 18:00 Извештај | Поени: Кампазо 19 Скокови: Петрушев 7 Асистенције: Вилдоза 6 Индекс: Вилдоза, Кампазо 21 |                            | Ферел 24 Омић 9 Ребец 8 Ферел 32 |                   | Хала Пионир, Београд Гледаоци: нема податка Судије: Томислав Хордов, Лука Кардум, Бојан Круљац |  |

| 29. 1. 2023. 15:00 Извештај |                                                                                         | ФМП Меридијан | 84 : 99                                            | Црвена звезда Меридијанбет | Дворана Железник, Београд Гледаоци: 2.342 Судије: Марко Јурас, Марко Пецељ, Милош Хаџић |  |
| 29. 1. 2023. 15:00 Извештај | Четвртине: 19:24, 23:30, 24:24, 18:21                                                   |               |                                                    |                            | Дворана Железник, Београд Гледаоци: 2.342 Судије: Марко Јурас, Марко Пецељ, Милош Хаџић |  |
| 29. 1. 2023. 15:00 Извештај | Поени: Валинскас 22 Скокови: Манојловић 5 Асистенције: Валинскас 5 Индекс: Валинскас 20 |               | Илић 16 Лазаревић 4 Кампазо 6 Добрић, Лазаревић 19 |                            | Дворана Железник, Београд Гледаоци: 2.342 Судије: Марко Јурас, Марко Пецељ, Милош Хаџић |  |

| 5. 2. 2023. 16:30 Извештај |                                                                                          | Црвена звезда Меридијанбет | 104 : 71                                              | Игокеа м:тел | Хала Пионир, Београд Гледаоци: 4.387 Судије: Драган Поробић, Радош Арсенијевић, Томислав Стапић |  |
| 5. 2. 2023. 16:30 Извештај | Четвртине: 27:11, 34:19, 20:11, 23:30                                                    |                            |                                                       |              | Хала Пионир, Београд Гледаоци: 4.387 Судије: Драган Поробић, Радош Арсенијевић, Томислав Стапић |  |
| 5. 2. 2023. 16:30 Извештај | Поени: Недовић 20 Скокови: Петрушев 10 Асистенције: Марковић 6 Индекс: Илић, Петрушев 21 |                            | Танасковић 17 Танасковић 8 три играча 3 Танасковић 26 |              | Хала Пионир, Београд Гледаоци: 4.387 Судије: Драган Поробић, Радош Арсенијевић, Томислав Стапић |  |

| 12. 2. 2023. 17:00 Извештај |                                                                               | Задар | 76 : 95                                    | Црвена звезда Меридијанбет | Дворана Крешимир Ћосић, Задар Гледаоци: 6.000 Судије: Матеј Болтаузер, Дамир Јавор, Нермин Никшић |  |
| 12. 2. 2023. 17:00 Извештај | Четвртине: 18:22, 13:25, 25:26, 20:22                                         |       |                                            |                            | Дворана Крешимир Ћосић, Задар Гледаоци: 6.000 Судије: Матеј Болтаузер, Дамир Јавор, Нермин Никшић |  |
| 12. 2. 2023. 17:00 Извештај | Поени: Божић 25 Скокови: Божић 8 Асистенције: Божић, Лакић 3 Индекс: Божић 30 |       | Недовић 29 Петрушев 4 Кампазо 9 Недовић 29 |                            | Дворана Крешимир Ћосић, Задар Гледаоци: 6.000 Судије: Матеј Болтаузер, Дамир Јавор, Нермин Никшић |  |

| 5. 3. 2023. 15:30 Извештај |                                                                                   | Цибона | 85 : 81                                       | Црвена звезда Меридијанбет | Кошаркашки центар Дражен Петровић, Загреб Гледаоци: 1.500 Судије: Саша Пукл, Сашо Петек, Марко Јурас |  |
| 5. 3. 2023. 15:30 Извештај | Четвртине: 22:24, 17:16, 22:27, 24:14                                             |        |                                               |                            | Кошаркашки центар Дражен Петровић, Загреб Гледаоци: 1.500 Судије: Саша Пукл, Сашо Петек, Марко Јурас |  |
| 5. 3. 2023. 15:30 Извештај | Поени: Капуста 24 Скокови: Аранитовић 8 Асистенције: Капуста 4 Индекс: Капуста 23 |        | Петрушев 15 Лазаревић 7 Кампазо 6 Петрушев 19 |                            | Кошаркашки центар Дражен Петровић, Загреб Гледаоци: 1.500 Судије: Саша Пукл, Сашо Петек, Марко Јурас |  |

| 13. 3. 2023. 20:30 Извештај |                                                                        | Партизан Моцарт бет | 92 : 81                                  | Црвена звезда Меридијанбет | Штарк арена, Београд Гледаоци: 17.124 Судије: Томислав Хордов, Милан Недовић, Лука Кардум |  |
| 13. 3. 2023. 20:30 Извештај | Четвртине: 13:24, 21:24, 29:18, 29:15                                  |                     |                                          |                            | Штарк арена, Београд Гледаоци: 17.124 Судије: Томислав Хордов, Милан Недовић, Лука Кардум |  |
| 13. 3. 2023. 20:30 Извештај | Поени: Лесор 27 Скокови: Лесор 8 Асистенције: Мадар 5 Индекс: Лесор 38 |                     | Кампазо 21 Мартин 6 Кампазо 5 Кампазо 27 |                            | Штарк арена, Београд Гледаоци: 17.124 Судије: Томислав Хордов, Милан Недовић, Лука Кардум |  |

| 19. 3. 2023. 19:00 Извештај |                                                                               | Црвена звезда Меридијанбет | 90 : 70                                  | СЦ Дерби | Хала Пионир, Београд Гледаоци: 1.458 Судије: Денис Хаџић, Томислав Стапић, Нермин Никшић |  |
| 19. 3. 2023. 19:00 Извештај | Четвртине: 29:26, 17:11, 24:19, 20:14                                         |                            |                                          |          | Хала Пионир, Београд Гледаоци: 1.458 Судије: Денис Хаџић, Томислав Стапић, Нермин Никшић |  |
| 19. 3. 2023. 19:00 Извештај | Поени: Кампазо 23 Скокови: Кузмић 8 Асистенције: Кампазо 7 Индекс: Кампазо 28 |                            | Тасић 16 Ивишић 7 Павлићевић 6 Ивишић 18 |          | Хала Пионир, Београд Гледаоци: 1.458 Судије: Денис Хаџић, Томислав Стапић, Нермин Никшић |  |

| 20. 4. 2023. 19:00 Извештај |                                                                               | Морнар Барско злато | 65 : 87                                     | Црвена звезда Меридијанбет | Спортска дворана Тополица, Бар Гледаоци: 1.985 Судије: Миливоје Јовчић, Томислав Вовк, Радош Савовић |  |
| 20. 4. 2023. 19:00 Извештај | Четвртине: 7:23, 18:24, 25:19, 15:21                                          |                     |                                             |                            | Спортска дворана Тополица, Бар Гледаоци: 1.985 Судије: Миливоје Јовчић, Томислав Вовк, Радош Савовић |  |
| 20. 4. 2023. 19:00 Извештај | Поени: Глас 19 Скокови: Врањеш, Миковић 5 Асистенције: Глас 7 Индекс: Глас 19 |                     | Недовић 20 Лазаревић 4 Кампазо 8 Кампазо 18 |                            | Спортска дворана Тополица, Бар Гледаоци: 1.985 Судије: Миливоје Јовчић, Томислав Вовк, Радош Савовић |  |

| 3. 4. 2023. 18:00 Извештај |                                                                               | Мега МИС | 78 : 87                                    | Црвена звезда Меридијанбет | Спортска хала Мега фактори, Београд Гледаоци: 2.500 Судије: Милош Кољеншић, Јосип Радојковић, Гордан Терлевић |  |
| 3. 4. 2023. 18:00 Извештај | Четвртине: 19:25, 17:26, 17:21, 25:15                                         |          |                                            |                            | Спортска хала Мега фактори, Београд Гледаоци: 2.500 Судије: Милош Кољеншић, Јосип Радојковић, Гордан Терлевић |  |
| 3. 4. 2023. 18:00 Извештај | Поени: Ђуришић 16 Скокови: Рудан 8 Асистенције: три играча 5 Индекс: Рудан 18 |          | Добрић 23 Петрушев 7 Кампазо 11 Кампазо 33 |                            | Спортска хала Мега фактори, Београд Гледаоци: 2.500 Судије: Милош Кољеншић, Јосип Радојковић, Гордан Терлевић |  |

| 9. 4. 2023. 17:00 Извештај |                                                                             | Борац Моцарт | 82 : 87                                     | Црвена звезда Меридијанбет | Хала Борца крај Мораве, Чачак Гледаоци: 2.500 Судије: Урош Обркнежевић, Марко Јурас, Стефан Ћалић |  |
| 9. 4. 2023. 17:00 Извештај | Четвртине: 17:19, 17:23, 16:22, 32:23                                       |              |                                             |                            | Хала Борца крај Мораве, Чачак Гледаоци: 2.500 Судије: Урош Обркнежевић, Марко Јурас, Стефан Ћалић |  |
| 9. 4. 2023. 17:00 Извештај | Поени: Хејл 28 Скокови: три играча 5 Асистенције: Болдвин 4 Индекс: Хејл 28 |              | Кампазо 22 Петрушев 10 Недовић 5 Кампазо 27 |                            | Хала Борца крај Мораве, Чачак Гледаоци: 2.500 Судије: Урош Обркнежевић, Марко Јурас, Стефан Ћалић |  |

| 17. 4. 2023. 20:00 Извештај |                                                                                                   | Црвена звезда Меридијанбет | 83 : 74                               | Сплит | Хала Пионир, Београд Гледаоци: 6.328 Судије: Милан Недовић, Радош Арсенијевић, Крунослав Пеић |  |
| 17. 4. 2023. 20:00 Извештај | Четвртине: 23:21, 16:15, 24:25, 20:13                                                             |                            |                                       |       | Хала Пионир, Београд Гледаоци: 6.328 Судије: Милан Недовић, Радош Арсенијевић, Крунослав Пеић |  |
| 17. 4. 2023. 20:00 Извештај | Поени: Петрушев 25 Скокови: Илић, Петрушев 6 Асистенције: Кампазо, Петрушев 4 Индекс: Петрушев 36 |                            | Шортер 21 Нелсон 7 Шортер 6 Шортер 28 |       | Хала Пионир, Београд Гледаоци: 6.328 Судије: Милан Недовић, Радош Арсенијевић, Крунослав Пеић |  |

### Разигравање за титулу (Плеј-оф)

#### Четвртфинале
| 28. 4. 2023. 20:00 | Извештај | Црвена звезда Меридијанбет                                                               | 100 : 73 | Задар                             | Хала Пионир, Београд Гледаоци: 5.241 Судије: Миливоје Јовчић, Сашо Петек, Марко Мустапић |  |
| 28. 4. 2023. 20:00 | Извештај | Четвртине: 25:20, 33:16, 20:17, 22:20                                                    |          |                                   | Хала Пионир, Београд Гледаоци: 5.241 Судије: Миливоје Јовчић, Сашо Петек, Марко Мустапић |  |
| 28. 4. 2023. 20:00 | Извештај | Поени: Недовић, Петрушев 16 Скокови: Бентил 5 Асистенције: Кампазо 8 Индекс: Митровић 18 |          | Божић 18 Лакић 6 Божић 5 Божић 26 | Хала Пионир, Београд Гледаоци: 5.241 Судије: Миливоје Јовчић, Сашо Петек, Марко Мустапић |  |
| 28. 4. 2023. 20:00 | Извештај | 1 : 0                                                                                    |          |                                   | Хала Пионир, Београд Гледаоци: 5.241 Судије: Миливоје Јовчић, Сашо Петек, Марко Мустапић |  |

| 8. 5. 2023. 17:00 | Извештај | Задар                                                                   | 63 : 74 | Црвена звезда Меридијанбет                            | Дворана Крешимир Ћосић, Задар Гледаоци: 4.000 Судије: Саша Пукл, Илија Белошевић, Марио Мајкић |  |
| 8. 5. 2023. 17:00 | Извештај | Четвртине: 12:19, 21:16, 11:18, 19:21                                   |         |                                                       | Дворана Крешимир Ћосић, Задар Гледаоци: 4.000 Судије: Саша Пукл, Илија Белошевић, Марио Мајкић |  |
| 8. 5. 2023. 17:00 | Извештај | Поени: Божић 17 Скокови: Жганец 8 Асистенције: Божић 5 Индекс: Божић 26 |         | Митровић 13 Кампазо, Петрушев 6 Кампазо 4 Митровић 19 | Дворана Крешимир Ћосић, Задар Гледаоци: 4.000 Судије: Саша Пукл, Илија Белошевић, Марио Мајкић |  |
| 8. 5. 2023. 17:00 | Извештај | 0 : 2                                                                   |         |                                                       | Дворана Крешимир Ћосић, Задар Гледаоци: 4.000 Судије: Саша Пукл, Илија Белошевић, Марио Мајкић |  |

#### Полуфинале
| 14. 5. 2023. 19:30 | Извештај | Црвена звезда Меридијанбет                                                         | 93 : 55 | Будућност ВОЛИ                   | Хала Пионир, Београд Гледаоци: 7.879 Судије: Саша Пукл, Дамир Јавор, Сашо Петек |  |
| 14. 5. 2023. 19:30 | Извештај | Четвртине: 30:16, 21:17, 22:10, 20:12                                              |         |                                  | Хала Пионир, Београд Гледаоци: 7.879 Судије: Саша Пукл, Дамир Јавор, Сашо Петек |  |
| 14. 5. 2023. 19:30 | Извештај | Поени: Петрушев 17 Скокови: Митровић 10 Асистенције: Кампазо 6 Индекс: Митровић 23 |         | Грин 13 Илић 7 Дробњак 3 Грин 10 | Хала Пионир, Београд Гледаоци: 7.879 Судије: Саша Пукл, Дамир Јавор, Сашо Петек |  |
| 14. 5. 2023. 19:30 | Извештај | 1 : 0                                                                              |         |                                  | Хала Пионир, Београд Гледаоци: 7.879 Судије: Саша Пукл, Дамир Јавор, Сашо Петек |  |

| 23. 5. 2023. 20:00 | Извештај | Будућност ВОЛИ                                                                  | 56 : 97 | Црвена звезда Меридијанбет                | Спортски центар Морача, Подгорица Гледаоци: 4.200 Судије: Матеј Болтаузер, Милан Недовић, Денис Хаџић |  |
| 23. 5. 2023. 20:00 | Извештај | Четвртине: 26:25, 8:23, 11:29, 11:20                                            |         |                                           | Спортски центар Морача, Подгорица Гледаоци: 4.200 Судије: Матеј Болтаузер, Милан Недовић, Денис Хаџић |  |
| 23. 5. 2023. 20:00 | Извештај | Поени: Дробњак 11 Скокови: Грин 9 Асистенције: Јагодић Куриџа 2 Индекс: Каба 12 |         | Митровић 17 Бентил 6 Добрић 4 Митровић 23 | Спортски центар Морача, Подгорица Гледаоци: 4.200 Судије: Матеј Болтаузер, Милан Недовић, Денис Хаџић |  |
| 23. 5. 2023. 20:00 | Извештај | 0 : 2                                                                           |         |                                           | Спортски центар Морача, Подгорица Гледаоци: 4.200 Судије: Матеј Болтаузер, Милан Недовић, Денис Хаџић |  |

#### Финале
| 13. 6. 2023. 20:00 | Извештај | Партизан Моцарт бет                                                            | 88 : 80 | Црвена звезда Меридијанбет               | Штарк арена, Београд Гледаоци: 18.324 Судије: Саша Пукл, Јосип Радојковић, Милан Недовић |  |
| 13. 6. 2023. 20:00 | Извештај | Четвртине: 29:21, 27:15, 17:25, 15:19                                          |         |                                          | Штарк арена, Београд Гледаоци: 18.324 Судије: Саша Пукл, Јосип Радојковић, Милан Недовић |  |
| 13. 6. 2023. 20:00 | Извештај | Поени: Ледеј 24 Скокови: Ледеј, Лесор 5 Асистенције: Мадар 5 Индекс: Пантер 26 |         | Добрић 17 Добрић 6 Кампазо 10 Кампазо 20 | Штарк арена, Београд Гледаоци: 18.324 Судије: Саша Пукл, Јосип Радојковић, Милан Недовић |  |
| 13. 6. 2023. 20:00 | Извештај | 1 : 0                                                                          |         |                                          | Штарк арена, Београд Гледаоци: 18.324 Судије: Саша Пукл, Јосип Радојковић, Милан Недовић |  |

| 15. 6. 2023. 20:00 | Извештај | Партизан Моцарт бет                                                                | 87 : 78 | Црвена звезда Меридијанбет               | Штарк арена, Београд Гледаоци: 18.477 Судије: Матеј Болтаузер, Милош Кољеншић, Сашо Петек |  |
| 15. 6. 2023. 20:00 | Извештај | Четвртине: 23:22, 21:22, 24:18, 19:16                                              |         |                                          | Штарк арена, Београд Гледаоци: 18.477 Судије: Матеј Болтаузер, Милош Кољеншић, Сашо Петек |  |
| 15. 6. 2023. 20:00 | Извештај | Поени: Нанели, Смаилагић 15 Скокови: Ледеј 6 Асистенције: Мадар 7 Индекс: Ледеј 18 |         | Недовић 21 Бентил 7 Кампазо 7 Недовић 15 | Штарк арена, Београд Гледаоци: 18.477 Судије: Матеј Болтаузер, Милош Кољеншић, Сашо Петек |  |
| 15. 6. 2023. 20:00 | Извештај | 2 : 0                                                                              |         |                                          | Штарк арена, Београд Гледаоци: 18.477 Судије: Матеј Болтаузер, Милош Кољеншић, Сашо Петек |  |

| 18. 6. 2023. 20:30 | Извештај | Црвена звезда Меридијанбет                                                       | 91 : 78 | Партизан Моцарт бет               | Хала Пионир, Београд Гледаоци: 7.648 Судије: Дамир Јавор, Томислав Хордов, Лука Кардум |  |
| 18. 6. 2023. 20:30 | Извештај | Четвртине: 19:21, 19:20, 24:18, 29:19                                            |         |                                   | Хала Пионир, Београд Гледаоци: 7.648 Судије: Дамир Јавор, Томислав Хордов, Лука Кардум |  |
| 18. 6. 2023. 20:30 | Извештај | Поени: Недовић 19 Скокови: Митровић 7 Асистенције: Кампазо 6 Индекс: Петрушев 23 |         | Егзам 16 Лесор 9 Егзам 3 Егзам 13 | Хала Пионир, Београд Гледаоци: 7.648 Судије: Дамир Јавор, Томислав Хордов, Лука Кардум |  |
| 18. 6. 2023. 20:30 | Извештај | 1 : 2                                                                            |         |                                   | Хала Пионир, Београд Гледаоци: 7.648 Судије: Дамир Јавор, Томислав Хордов, Лука Кардум |  |

| 20. 6. 2023. 19:00 | Извештај | Црвена звезда Меридијанбет                                                            | 68 : 56 | Партизан Моцарт бет                | Хала Пионир, Београд Гледаоци: 7.430 Судије: Саша Пукл, Матеј Болтаузер, Јосип Радојковић |  |
| 20. 6. 2023. 19:00 | Извештај | Четвртине: 20:13, 12:11, 17:15, 19:17                                                 |         |                                    | Хала Пионир, Београд Гледаоци: 7.430 Судије: Саша Пукл, Матеј Болтаузер, Јосип Радојковић |  |
| 20. 6. 2023. 19:00 | Извештај | Поени: Кампазо 21 Скокови: Добрић 7 Асистенције: Кампазо 4 Индекс: Кампазо, Добрић 18 |         | Егзам 12 Егзам 10 Лесор 3 Лесор 20 | Хала Пионир, Београд Гледаоци: 7.430 Судије: Саша Пукл, Матеј Болтаузер, Јосип Радојковић |  |
| 20. 6. 2023. 19:00 | Извештај | 2 : 2                                                                                 |         |                                    | Хала Пионир, Београд Гледаоци: 7.430 Судије: Саша Пукл, Матеј Болтаузер, Јосип Радојковић |  |

| 22. 6. 2023. 20:00 | Извештај | Партизан Моцарт бет                                                      | 96 : 85 | Црвена звезда Меридијанбет                       | Штарк арена, Београд Гледаоци: 22.198 Судије: Саша Пукл, Дамир Јавор, Томислав Хордов |  |
| 22. 6. 2023. 20:00 | Извештај | Четвртине: 30:18, 24:16, 21:34, 21:17                                    |         |                                                  | Штарк арена, Београд Гледаоци: 22.198 Судије: Саша Пукл, Дамир Јавор, Томислав Хордов |  |
| 22. 6. 2023. 20:00 | Извештај | Поени: Пантер 32 Скокови: Лесор 8 Асистенције: Егзам 5 Индекс: Пантер 36 |         | Добрић 18 Добрић, Петрушев 5 Кампазо 8 Добрић 22 | Штарк арена, Београд Гледаоци: 22.198 Судије: Саша Пукл, Дамир Јавор, Томислав Хордов |  |
| 22. 6. 2023. 20:00 | Извештај | 3 : 2                                                                    |         |                                                  | Штарк арена, Београд Гледаоци: 22.198 Судије: Саша Пукл, Дамир Јавор, Томислав Хордов |  |

## Суперлига Србије

### Финале
| 9. 6. 2023. 18:00 | Извештај | Црвена звезда Меридијанбет                                                                  | 94 : 70 | ФМП Сокербет                    | Хала Пионир, Београд Гледаоци: 4.000 Судије: Урош Обркнежевић, Александар Глишић, Немања Влаховић |  |
| 9. 6. 2023. 18:00 | Извештај | Четвртине: 29:16, 24:12, 20:21, 21:21                                                       |         |                                 | Хала Пионир, Београд Гледаоци: 4.000 Судије: Урош Обркнежевић, Александар Глишић, Немања Влаховић |  |
| 9. 6. 2023. 18:00 | Извештај | Поени: Митровић 21 Скокови: Митровић 6 Асистенције: Кампазо, Марковић 5 Индекс: Митровић 23 |         | Изунду 11 Бич 5 Мур 4 Изунду 13 | Хала Пионир, Београд Гледаоци: 4.000 Судије: Урош Обркнежевић, Александар Глишић, Немања Влаховић |  |
| 9. 6. 2023. 18:00 | Извештај | 1 : 0                                                                                       |         |                                 | Хала Пионир, Београд Гледаоци: 4.000 Судије: Урош Обркнежевић, Александар Глишић, Немања Влаховић |  |

| 11. 6. 2023. 12:00 | Извештај | ФМП Сокербет                                                                         | 72 : 82 | Црвена звезда Меридијанбет                   | ФМП арена, Београд Гледаоци: 2.000 Судије: Владимир Јевтовић, Стефан Ћалић, Павле Шипка |  |
| 11. 6. 2023. 12:00 | Извештај | Четвртине: 27:23, 9:20, 19:18, 17:21                                                 |         |                                              | ФМП арена, Београд Гледаоци: 2.000 Судије: Владимир Јевтовић, Стефан Ћалић, Павле Шипка |  |
| 11. 6. 2023. 12:00 | Извештај | Поени: Степановић 19 Скокови: Симовић 5 Асистенције: Џенкинс 7 Индекс: Степановић 22 |         | Митровић 16 Митровић 6 Кампазо 7 Митровић 18 | ФМП арена, Београд Гледаоци: 2.000 Судије: Владимир Јевтовић, Стефан Ћалић, Павле Шипка |  |
| 11. 6. 2023. 12:00 | Извештај | 0 : 2                                                                                |         |                                              | ФМП арена, Београд Гледаоци: 2.000 Судије: Владимир Јевтовић, Стефан Ћалић, Павле Шипка |  |

## Куп Радивоја Кораћа
Жреб парова Купа Радивоја Кораћа 2023. обављен је 24. јануара 2023. године у Београду. Домаћин турнира био је Ниш у периоду од 15. до 18. фебруара 2023. године, а сви мечеви су одиграни у Хали Чаир.

### Четвртфинале
| 16. 2. 2023. 18:00 | Извештај | Црвена звезда Меридијанбет                                                      | 89 : 64 | Борац Моцарт                                        | Хала Чаир, Ниш Гледаоци: 2.600 Судије: Немања Нинковић, Владимир Весковић, Милош Хаџић |  |
| 16. 2. 2023. 18:00 | Извештај | Четвртине: 17:19, 18:12, 29:17, 25:16                                           |         |                                                     | Хала Чаир, Ниш Гледаоци: 2.600 Судије: Немања Нинковић, Владимир Весковић, Милош Хаџић |  |
| 16. 2. 2023. 18:00 | Извештај | Поени: Вилдоза 18 Скокови: Митровић 7 Асистенције: Кампазо 6 Индекс: Вилдоза 25 |         | Гагић, Радоњић 14 Гагић 9 Гагић 5 Болдвин, Гагић 15 | Хала Чаир, Ниш Гледаоци: 2.600 Судије: Немања Нинковић, Владимир Весковић, Милош Хаџић |  |

### Полуфинале
| 17. 2. 2023. 21:00 | Извештај | Партизан Моцарт бет                                                          | 75 : 83 | Црвена звезда Меридијанбет                         | Хала Чаир, Ниш Гледаоци: 5.200 Судије: Урош Николић, Урош Обркнежевић, Стефан Ћалић |  |
| 17. 2. 2023. 21:00 | Извештај | Четвртине: 21:15, 23:19, 14:25, 17:24                                        |         |                                                    | Хала Чаир, Ниш Гледаоци: 5.200 Судије: Урош Николић, Урош Обркнежевић, Стефан Ћалић |  |
| 17. 2. 2023. 21:00 | Извештај | Поени: Нанели 19 Скокови: Лесор 12 Асистенције: Аврамовић 4 Индекс: Лесор 21 |         | Вилдоза 15 Бентил, Митровић 7 Кампазо 7 Недовић 19 | Хала Чаир, Ниш Гледаоци: 5.200 Судије: Урош Николић, Урош Обркнежевић, Стефан Ћалић |  |

### Финале
| 18. 2. 2023. 21:00 | Извештај | Црвена звезда Меридијанбет                                                    | 96 : 79 | Мега МИС                                   | Хала Чаир, Ниш Гледаоци: 2.500 Судије: Владимир Јевтовић, Синиша Прпа, Стефан Ћалић |  |
| 18. 2. 2023. 21:00 | Извештај | Четвртине: 22:23, 29:21, 27:21, 18:14                                         |         |                                            | Хала Чаир, Ниш Гледаоци: 2.500 Судије: Владимир Јевтовић, Синиша Прпа, Стефан Ћалић |  |
| 18. 2. 2023. 21:00 | Извештај | Поени: Добрић 24 Скокови: Петрушев 8 Асистенције: Вилдоза 7 Индекс: Добрић 31 |         | Казалон 15 Ускоковић 5 Рори 5 Ускоковић 21 | Хала Чаир, Ниш Гледаоци: 2.500 Судије: Владимир Јевтовић, Синиша Прпа, Стефан Ћалић |  |

## Појединачне награде
- Најкориснији играч месеца Евролиге:
  -  Лука Вилдоза (децембар)[33]
- Најкориснији играч кола Евролиге:
  -  Филип Петрушев (17. коло, индекс 36)[34]
- Идеална стартна петорка Јадранске лиге:[35]
  -  Факундо Кампазо
- Најкориснији играч месеца Јадранске лиге:
  -  Лука Вилдоза (октобар)[36]
  -  Факундо Кампазо (јануар)[37]
  -  Немања Недовић (фебруар)[38]
- Најкориснији играч кола Јадранске лиге:
  -  Никола Ивановић (4. коло, индекс 30)
  -  Немања Недовић (7. коло, индекс 30)
  -  Филип Петрушев (26. коло, индекс 36)
  -  Лука Митровић (1. коло полуфинала плеј-офа, индекс 23)
  -  Филип Петрушев (3. коло финала плеј-офа, индекс 23)
  -  Огњен Добрић (4. коло финала плеј-офа, индекс 18)
- Најкориснији играч финала Суперлиге Србије:
  -  Лука Митровић[39]
- Најкориснији играч финала Купа Радивоја Кораћа:
  -  Огњен Добрић
- Најбољи стрелац финала Купа Радивоја Кораћа:
  -  Огњен Добрић